# Interfax
Interfax (en ruso: Интерфакс) es una agencia de noticias independiente no gubernamental rusa con sede en Moscú. Fue fundada en 1989 por directivos de Radio Moscú.
Interfax ofrece notícias generales y políticas, información comercial, análisis sobre la industria, datos de mercado y soluciones comerciales para la gestión de riesgos, cumplimiento y crédito. La compañía tiene más de 1000 empleados en más de 70 oficinas en todo el mundo y publica más de 3,000 historias cada día.
Controla alrededor del 50% del mercado ruso de datos corporativos. La inteligencia empresarial y financiera basada en suscripciones constituye la mayor parte de los ingresos generados por la empresa con soluciones de análisis de Información Tecnológica comercial que representa aproximadamente el 75% de los ingresos.
La organización se concentra en noticias relativas a Europa y Asia, y posee oficinas en Londres, Nueva York, Fráncfort del Meno, Hong Kong, Shanghái, Pekín, Denver, Moscú, Varsovia, Budapest, Praga, Kiev, Minsk y Almaty.

## Historia
Interfax fue creada en septiembre de 1989, durante el período de perestroika y glasnost de Mijaíl Gorbachov, por Mijaíl Komissar y sus colegas de la estación internacional de radiodifusión 'Radio Moscú', una parte del sistema soviético Gosteleradio. Interfax originalmente usaba máquinas de fax para la transmisión de texto, de ahí el nombre de la compañía.
En 1990, Interfax tenía 100 suscriptores y la agencia rápidamente comenzó a atraer la atención de los conservadores dentro del gobierno que intentaron cerrar la agencia, lo que dio a la agencia protagonismo en los principales medios de comunicación occidentales, una posición fortalecida por su cobertura sobre el intento de golpe de Estado en la Unión Soviética de agosto de 1991 y el colapso de la Unión Soviética.
Interfax continuó expandiéndose en la década de 1990, agregando agencias subsidiarias para los mercados financieros, metalúrgicos, de petróleo y gas, productos de información sobre agricultura, derecho comercial, transporte, telecomunicaciones, y el terminal de datos del mercado 'Sistema de información EFiR'  sobre el mercado de valores. a su cobertura de noticias generales. Interfax también abrió filiales en los estados postsoviéticos, primero en Ucrania (1992), Bielorrusia (1993) y Kazajistán (1996), y más tarde en Azerbaiyán (2002), durante este tiempo, el número de oficinas locales en todo el regiones de la Federación de Rusia a 50.
Para promocionar sus productos de información en el extranjero, Interfax abrió su primera compañía fuera de la antigua URSS en 1991,  'Interfax America' en Denver, CO. Siguió la apertura de 'Interfax Europe Ltd.' con sede en Londres. (1992), 'Interfax Germany GmbH', con sede en Fráncfort (1993), y 'Interfax News Service Ltd.' en Hong Kong (1998).
En 2004, Interfax creó el 'sistema SPARK' diseñado para verificar agentes comerciales en Rusia, Ucrania y Kazajistán y lanzó servicios de monitoreo de medios a través de su 'sistema SCAN'. En 2011, la compañía agregó el proyecto con sede en Londres, 'Interfax Global Energy', que informa sobre los mercados de energía en todo el mundo.